# Futbol'nyj Klub Lokomotiv Moskva 2014-2015
Questa voce raccoglie le informazioni riguardanti la Lokomotiv Moskva nelle competizioni ufficiali della stagione 2014-2015.

## Maglie e sponsor
|  | Casa |  | Trasferta |  | Terza maglia |

## Rosa

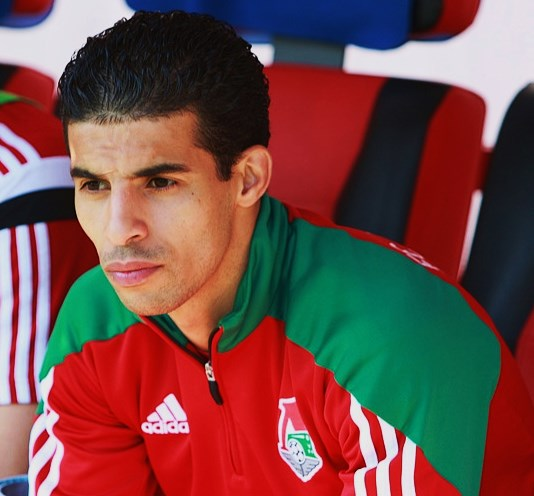
Mbark Boussoufa, autore del momentaneo 1-0 nella vittoria in finale di Coppa di Russia

| N. |                       | Ruolo | Calciatore         |
| -- | --------------------- | ----- | ------------------ |
| 1  | Brasile (bandiera)    | P     | Guilherme          |
| 3  | Russia (bandiera)     | C     | Alan Kasaev        |
| 4  | Portogallo (bandiera) | C     | Manuel Fernandes   |
| 5  | Serbia (bandiera)     | D     | Nemanja Pejčinović |
| 7  | Brasile (bandiera)    | A     | Maicon             |
| 8  | Russia (bandiera)     | C     | Aleksandr Šešukov  |
| 11 | Marocco (bandiera)    | C     | Mbark Boussoufa    |
| 14 | Croazia (bandiera)    | D     | Vedran Ćorluka     |
| 15 | Russia (bandiera)     | D     | Arsenij Logašov    |
| 16 | Russia (bandiera)     | P     | Il'ja Lantratov    |
| 17 | Ucraina (bandiera)    | D     | Taras Mychalyk     |
| 19 | Russia (bandiera)     | C     | Aleksandr Samedov  |
| 21 | Senegal (bandiera)    | A     | Baye Oumar Niasse  |

| N. |                        | Ruolo | Calciatore\|      |
| -- | ---------------------- | ----- | ----------------- |
| 22 | Russia (bandiera)      | D     | Maksim Beljaev    |
| 23 | Russia (bandiera)      | C     | Dmitrij Tarasov   |
| 26 | Bielorussia (bandiera) | C     | Jan Ciharoŭ       |
| 27 | Serbia (bandiera)      | A     | Petar Škuletić    |
| 28 | Slovacchia (bandiera)  | D     | Ján Ďurica        |
| 29 | Uzbekistan (bandiera)  | D     | Vitalij Denisov   |
| 41 | Russia (bandiera)      | P     | Miroslav Lobancev |
| 49 | Russia (bandiera)      | D     | Roman Šiškin      |
| 55 | Russia (bandiera)      | C     | Renat Janbaev     |
| 59 | Russia (bandiera)      | C     | Aleksej Mirančuk  |
| 60 | Russia (bandiera)      | C     | Anton Mirančuk    |
| 81 | Russia (bandiera)      | P     | Il'ja Abaev       |

## Risultati

### Prem'er-Liga
| Mosca 3 agosto 2014 1ª giornata | Lokomotiv Mosca | 0 – 0 referto | Krasnodar | RZD Arena |

| Tula 10 agosto 2014 2ª giornata | Arsenal Tula | 0 – 2 referto | Lokomotiv Mosca | Stadio Arsenal |

| Mosca 14 agosto 2014 3ª giornata | Lokomotiv Mosca | 2 – 1 referto | Rostov | Stadio Lokomotiv |

| Kazan' 17 agosto 2014 4ª giornata | Rubin | 1 – 1 referto | Lokomotiv Mosca | Kazan Arena |

| Krasnodar 24 agosto 2014 5ª giornata | Kuban' | 2 – 1 referto | Lokomotiv Mosca | Stadio Kuban' |

| Mosca 31 agosto 2014 6ª giornata | Lokomotiv Mosca | 0 – 1 referto | Zenit San Pietroburgo | Stadio Lokomotiv |

| Mosca 13 settembre 2014 7ª giornata | Lokomotiv Mosca | 1 – 1 referto | Mordovija | Stadio Lokomotiv |

| Chimki 21 settembre 2014 8ª giornata | CSKA Mosca | 1 – 0 referto | Lokomotiv Mosca | Arena Chimki |

| Mosca 28 settembre 2014 9ª giornata | Lokomotiv Mosca | 3 – 1 referto | Amkar Perm' | Stadio Lokomotiv |

| Mosca 18 ottobre 2014 10ª giornata | Lokomotiv Mosca | 2 – 1 referto | Terek Groznyj | Stadio Lokomotiv |

| Mosca 26 ottobre 2014 11ª giornata | Spartak Mosca | 1 – 1 referto | Lokomotiv Mosca | Otkrytie Arena |

| Mosca 2 novembre 2014 12ª giornata | Lokomotiv Mosca | 4 – 2 referto | Dinamo Mosca | Stadio Lokomotiv |

| Ramenskoe 8 novembre 2014 13ª giornata | Torpedo Mosca | 0 – 1 referto | Lokomotiv Mosca | Saturn Stadium |

| Mosca 24 novembre 2014 14ª giornata | Lokomotiv Mosca | 0 – 0 referto | Ufa | Stadio Lokomotiv |

| Mosca 30 novembre 2014 15ª giornata | Lokomotiv Mosca | 1 – 0 referto | Spartak Mosca | Stadio Lokomotiv |

| Mosca 3 dicembre 2014 16ª giornata | Lokomotiv Mosca | 1 – 0 referto | Ural | Stadio Lokomotiv |

| Groznyj 7 dicembre 2014 17ª giornata | Terek Groznyj | 0 – 0 referto | Lokomotiv Mosca | Achmat-Arena |

| Rostov sul Don 8 marzo 2015 18ª giornata | Rostov | 0 – 1 referto | Lokomotiv Mosca | Stadio Olimp-2 |

| Mosca 14 marzo 2015 19ª giornata | Lokomotiv Mosca | 0 – 1 referto | Arsenal Tula | RZD Arena |

| Saransk 22 marzo 2015 20ª giornata | Mordovija | 0 – 0 referto | Lokomotiv Mosca | Start Stadion |

| Chimki 4 aprile 2015 21ª giornata | Dinamo Mosca | 2 – 2 referto | Lokomotiv Mosca | Arena Chimki |

| Mosca 8 aprile 2015 22ª giornata | Lokomotiv Mosca | 2 – 0 referto | Torpedo Mosca | Stadio Lokomotiv |

| Tjumen' 13 aprile 2015 23ª giornata | Ural | 2 – 0 referto | Lokomotiv Mosca | Stadio Geolog |

| Perm' 18 aprile 2015 24ª giornata | Ufa | 1 – 0 referto | Lokomotiv Mosca | Stadio Zvezda |

| Krasnodar 25 aprile 2015 25ª giornata | Krasnodar | 1 – 0 referto | Lokomotiv Mosca | Stadio Kuban' |

| Perm' 3 maggio 2015 26ª giornata | Amkar Perm' | 1 – 1 referto | Lokomotiv Mosca | Stadio Zvezda |

| Mosca 10 maggio 2015 27ª giornata | Lokomotiv Mosca | 1 – 3 referto | CSKA Mosca | Stadio Lokomotiv |

| Mosca 16 maggio 2015 28ª giornata | Lokomotiv Mosca | 3 – 0 referto | Rubin | Stadio Lokomotiv |

| Mosca 25 maggio 2015 29ª giornata | Lokomotiv Mosca | 1 – 1 referto | Kuban' | Stadio Lokomotiv |

| San Pietroburgo 30 maggio 2015 30ª giornata | Zenit San Pietroburgo | 1 – 0 referto | Lokomotiv Mosca | Stadio Petrovskij |

### Coppa di Russia
| Arbitro: | Fisenko |

|              |           |                                             |
| Markosov 80’ | Marcatori | 23’ (rig.) Boussoufa 61’ Denisov 78’ Niasse |

| Arbitro: | Moskalev |

|  |           |               |
|  | Marcatori | 19’ Boussoufa |

| Arbitro: | Bezborodov |

|                                       |                      |                                |
| M. Fernandes Samedov Ćorluka Škuletić | Tiri di rigore 4 – 2 | Karadeniz Livaja Kuz'min Navas |

| Arbitro: | Egorov |

|                                         |                      |                                                 |
| Vasiev 50’                              | Marcatori            | 87’ Škuletić                                    |
| Šogenov Kobjalko Druzin Achmedov Malych | Tiri di rigore 3 – 4 | M. Fernandes Škuletić Samedov Maicon Pejčinović |

| Arbitro: | Bezborodov |

|                                             |           |              |
| Niasse 73’ Boussoufa 104’ Al. Mirančuk 111’ | Marcatori | 28’ Ignat'ev |

### Europa League

#### Spareggi
| Arbitro: | Ivan Bebek |

|             |           |            |
| Abraham 80’ | Marcatori | 39’ Kasaev |

| Arbitro: | Stefan Johannesson |

|                 |           |                                             |
| Pavljučenko 85’ | Marcatori | 20’ Rezek 51’ Papoulīs 78’ Thuram 84’ López |